# Сідамон
Сідамон (ісп. Cidamón) — муніципалітет в Іспанії, у складі автономної спільноти Ла-Ріоха. Населення — 36 осіб (2009).
Муніципалітет розташований на відстані близько 240 км на північ від Мадрида, 35 км на захід від Логроньйо.

## Демографія
Динаміка населення (INE ):

## Галерея зображень

Розташування муніципалітету